# Leptogonum
Leptogonum, monotipski biljni rod iz porodice dvornikovki (Polygonaceae) ograničen na otok Hispaniola, u Haitima i Dominikanskoj Republici. To je drvo ili grm. Postoje 1 ili 2 varijeteta.

## Varijeteti
- Leptogonum domingense var. domingense
- Leptogonum domingense var. molle (Urb.) Brandbyge